# Doorn (plant)
Een doorn, zoals bij berberis, zit in de plaats van een blad (bladdoorn) of, zoals bij meidoorn, van een tak (takdoorn) en is verbonden met het inwendige van de stengel. Bijgevolg bevat een doorn steeds vasculair weefsel. Een bladdoorn onderscheidt zich van takdoornen door de aanwezigheid van een okselknop.

doorns
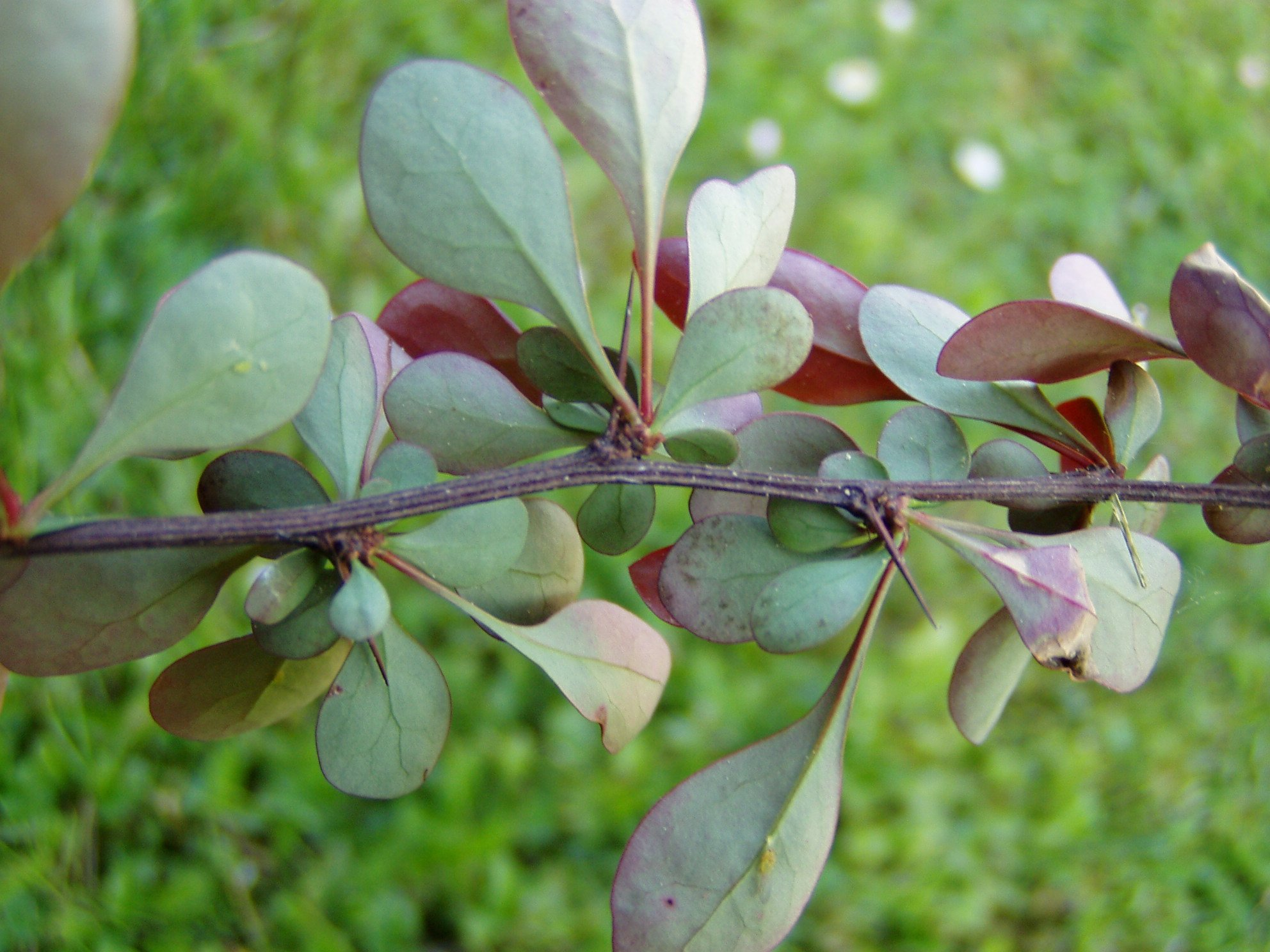
Bladdoorns met in de oksels de scheuten bij zuurbes
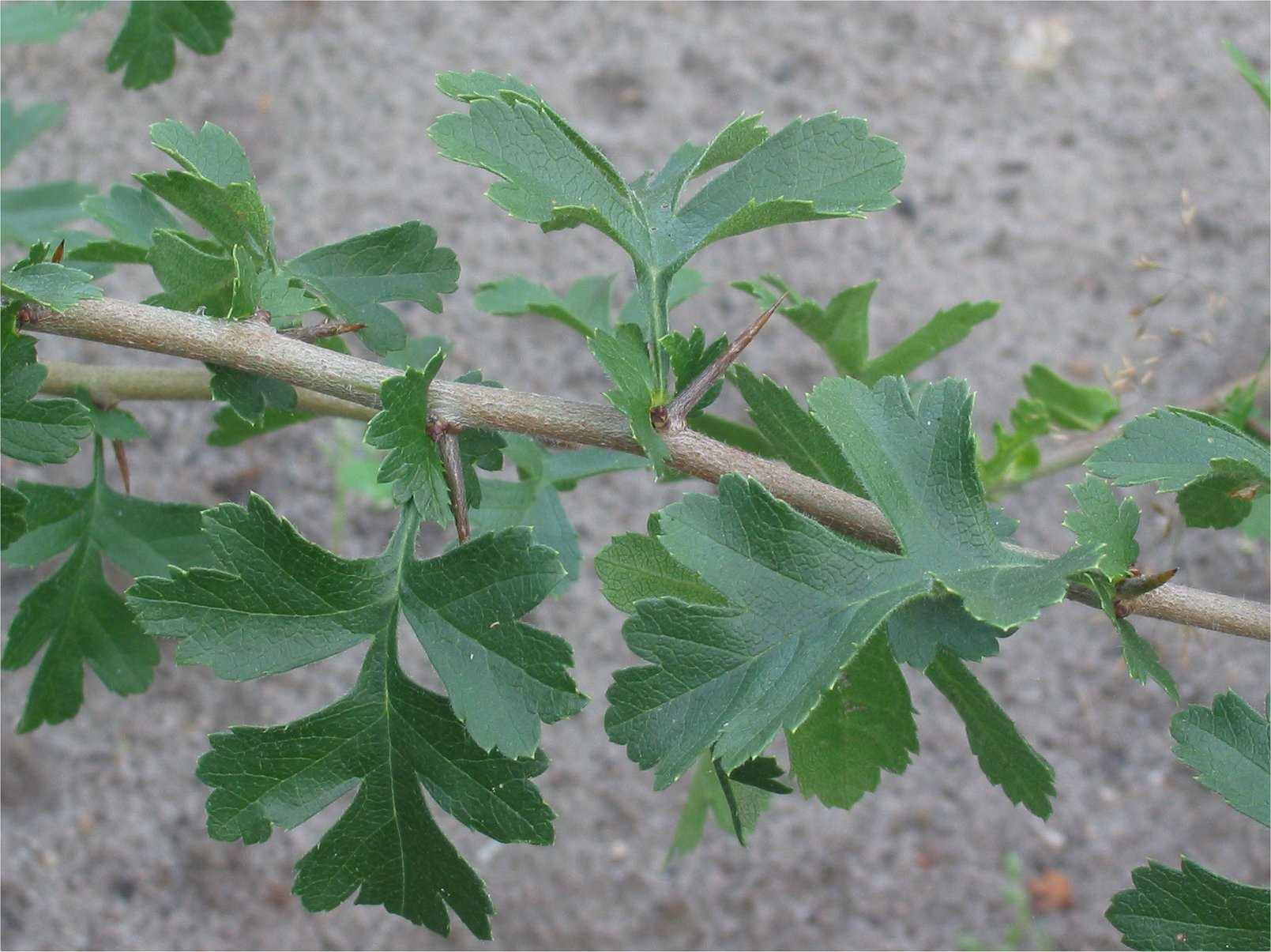
Takdoorns in de bladoksels bij eenstijlige meidoorn

## Stekel
Ook kunnen er op de stengel stekels zitten. Een stekel, zoals bij braam, is een kegelvormig uitgroeisel van de opperhuid en is niet verbonden met het inwendige van de stengel of tak.
Van de stekels bij rozen is het onduidelijk uit welk weefsel ze gevormd worden, en dus of het stekels of doornen zijn.

stekels
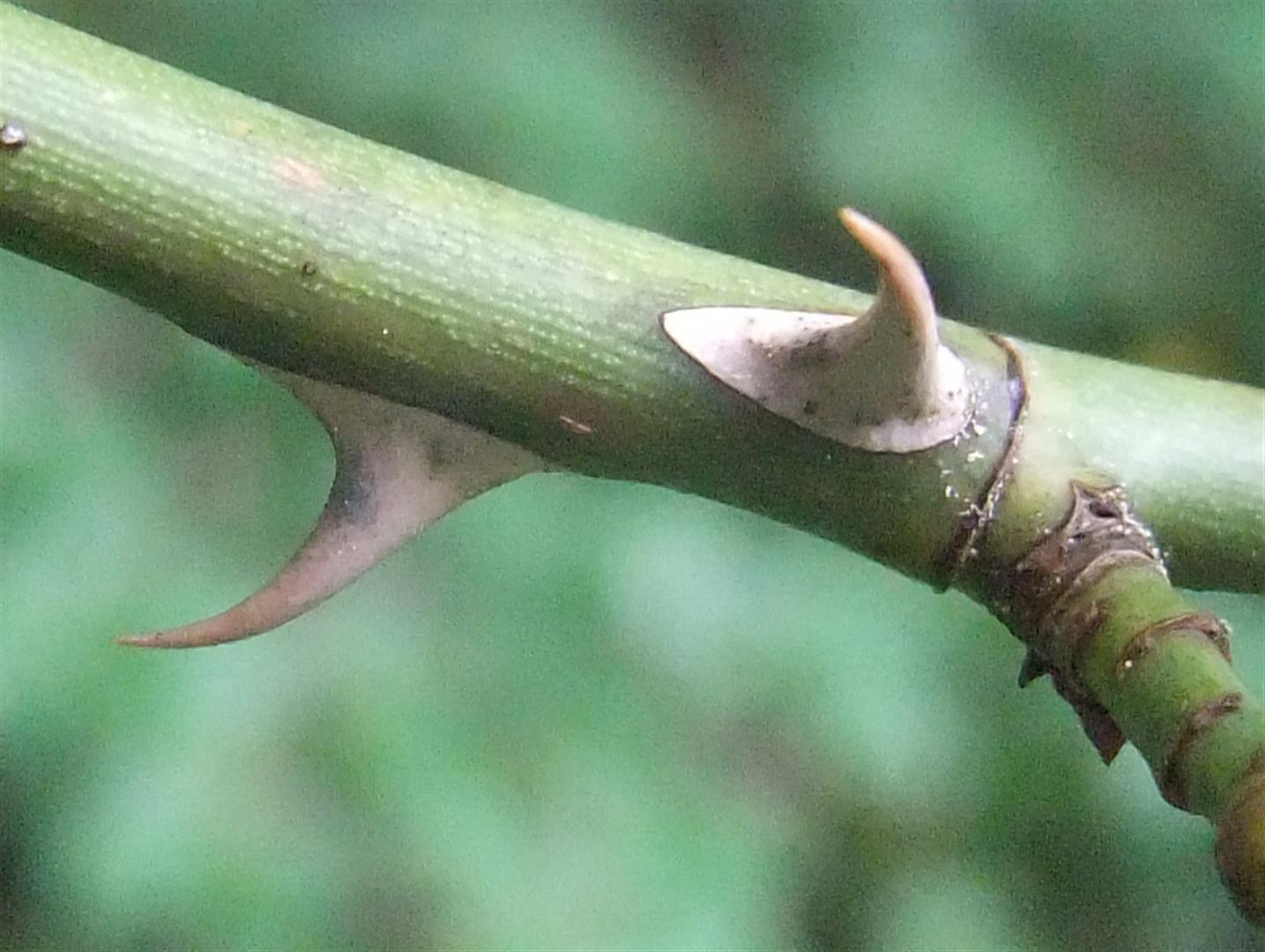
Haakvormige stekel bij schijnhondsroos
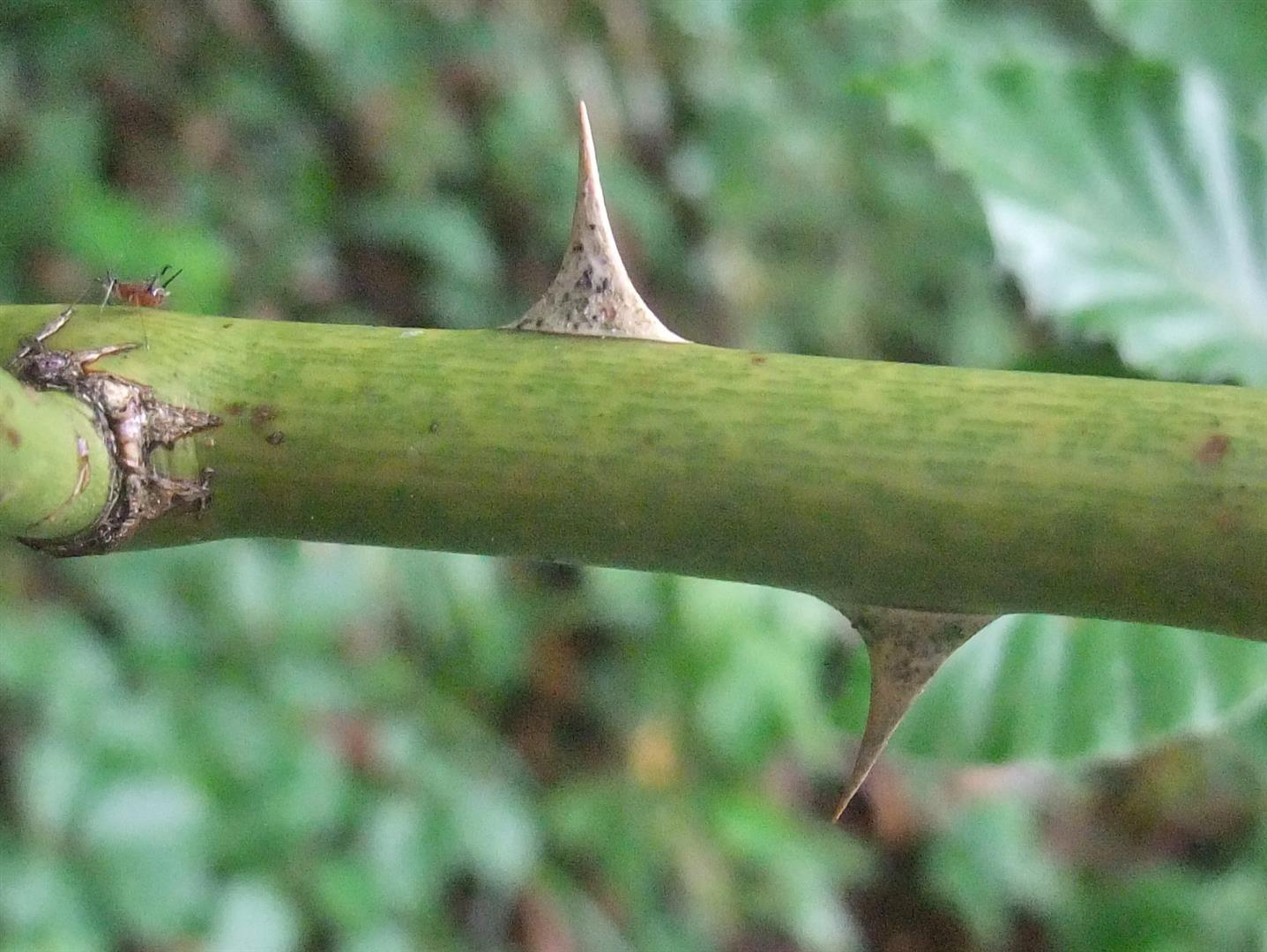
Priemvormige stekel bij schijnhondsroos
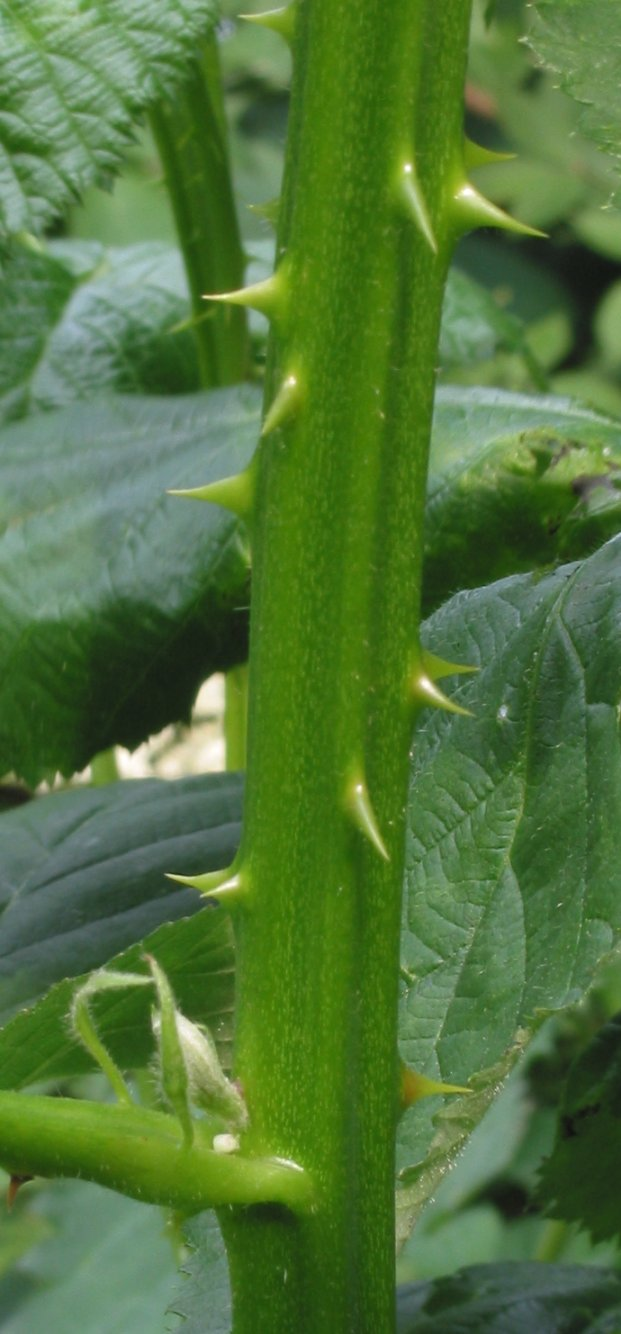
Priemvormige stekels bij braam
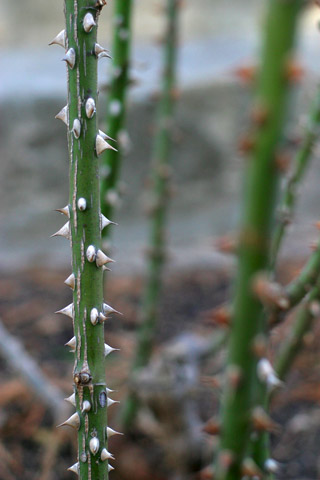
Stekels bij de roos